# لیکوالیکایی گلوسفید
لیکوالیکایی گلوسفید (نام علمی: Napothera pasquieri) گونه‌ای از پرندگان خانواده لیکویان زمینی و
بومی شمال غربی ویتنام است.
زیستگاه طبیعی آن جنگل‌های کوهستانی نمناک نیمه‌گرمسیری یا گرمسیری است.